# 2022 en économie (discipline)
Cet article présente les faits marquants de l'année 2022 en économie.

## Décès

### Janvier
- 28 janvier : George Ayittey - Économiste ghanéen.